# Alfréd Hampel
Alfréd Hampel (9. října 1939, Kocléřov, dnes součást obce Vítězná v okrese Trutnov – 2. srpna 2014, Praha) byl český tenorista, dlouholetý člen Opery Národního divadla v Praze.

## Život
Alfréd Hampl vystudoval Hudební a taneční fakultu Akademie múzických umění, ale jako varhaník. Zpěv studoval soukromě v pěvecké škole profesora Miloše Linky. Jako zpěvák poprvé veřejně vystoupil na mezinárodní pěvecké soutěži při hudebním festivalu Pražské jaro v roce 1967 a získal zde čestné uznání. Jeho první angažmá bylo v Plzni, kde vystupoval převážně jako typický lyrický tenor (Jeník v Prodané nevěstě, Princ v Rusalce či Lukáš v Hubičce). První velký úspěch však zaznamenal jako Vašek v Prodané nevěstě a tato role předznamenala jeho další osud. Na základě úspěchu v Plzni byl obsazen do této role také v Národním divadle v Praze jako stálý host. V roce 1972 působil v tehdejší Německé demokratické republice v divadle Theater der Stadt Brandenburg nedaleko Berlína, aby se v roce 1973 stal řádným členem opery Národního divadla.
V Národním divadle byl pak obsazován především do buffo rolí. Kromě toho často vystupoval na koncertních pódiích, jak ve velkých rolích kantát a oratorií, tak v písňových recitálech. V letech 1988–1996 působil jako profesor zpěvu na Pražské konzervatoři. V roce 2002 odešel do důchodu, avšak dále spolupracoval s naší první scénou jako stálý host.